# 중앙그룹
중앙그룹(JoongAng Group)은 중앙일보와 JTBC, 메가박스, 휘닉스중앙을 아우르는 대한민국 최대 종합미디어엔터테인먼트 그룹이다.
신문과 방송, 엔터테인먼트와 레저 사업 분야를 조화롭게 성장시켜, 우리 삶과 문화를 업그레이드하는 선도자가 되겠다는 것을 모토로 하고 있다.
기존 그룹 명칭은 (구) 중앙미디어네트워크였으나 2018년 1월 2일자로 중앙그룹으로 새로 출범했다. 같은 이름을 쓰던 지주회사 명칭도 '중앙홀딩스'로 변경했다.

## 그룹의 구성

### 신문
- 중앙일보
- 중앙SUNDAY
- 코리아중앙데일리
- The Korea Daily

### 방송
- JTBC (종합편성채널)
  - JTBC2 (연예•오락 채널 | 구 Q채널 및 QTV)
  - JTBC GOLF&SPORTS (스포츠 채널 | 구 JTBC3 Fox Sports)
  - JTBC4 (스타일 채널)
  - JTBC GOLF (골프 채널 | 구 J골프)
  - JTBC PLUS (플러스 채널)

### 간행물

#### 여성•패션
- 코스모폴리탄
- 엘르
- 에스콰이어
- 하퍼스 바자

#### 시사•경제
- 월간중앙
- 뉴스위크
- 포브스

### 엔터테인먼트
- MEGABOX
- SLL
  - 드라마하우스
- J미디어렙

### 레저
- 휘닉스중앙

### 전문
- 조인스랜드 부동산

### IT서비스
- 조인스주식회사